# Arthur Farh
Arthur Farh (* 12. Juni 1972 in Monrovia) ist ein ehemaliger liberianischer Fußballspieler.

## Karriere
Arthur Farh, der der Reservemannschaft von Olympique Marseille entstammt, wurde 1992 zum damaligen französischen Zweitligisten Stade Rennes ausgeliehen. Darauf folgten zwei Spielzeiten beim FC Olympique Grenoble, danach wechselte Farh nach Deutschland zu den Stuttgarter Kickers, wo er den Spitznamen „König Arthur“ hatte. Weitere Vereine in der Regionalliga folgten mit dem FC 08 Homburg und dem SV Wilhelmshaven.
Anschließend war Farh noch für den Delmenhorster SC und den TuS Sillenstede aktiv, wo ihm allerdings wegen unsportlichem Verhalten gekündigt wurde. 
Farh kam von 1988 bis 1996 zu einigen A-Länderspielen in der liberianischen Nationalmannschaft, unter anderem in den Qualifikationsspielen für die Fußball-Weltmeisterschaft 1990 und in der Finalrunde des Afrika-Cup 1996 in Südafrika.

## Drogenschmuggel
Nach seiner Karriere zog Farh nach Großbritannien. Im Januar 2011 wurde er wegen Drogenschmuggels angeklagt, weil er bei der Ankunft eines Flugs von Sint Maarten am Flughafen Heathrow in London mit Kokain im Wert von 40.000 Pfund erwischt wurde.